# FAM96A
FAM96A (англ. Family with sequence similarity 96 member A) – білок, який кодується однойменним геном, розташованим у людей на 15-й хромосомі. Довжина поліпептидного ланцюга білка становить 160 амінокислот, а молекулярна маса — 18 355.
| 10         |  | 20         |  | 30         |  | 40         |  | 50         |
| ---------- |  | ---------- |  | ---------- |  | ---------- |  | ---------- |
| MQRVSGLLSW |  | TLSRVLWLSG |  | LSEPGAARQP |  | RIMEEKALEV |  | YDLIRTIRDP |
| EKPNTLEELE |  | VVSESCVEVQ |  | EINEEEYLVI |  | IRFTPTVPHC |  | SLATLIGLCL |
| RVKLQRCLPF |  | KHKLEIYISE |  | GTHSTEEDIN |  | KQINDKERVA |  | AAMENPNLRE |
| IVEQCVLEPD |  |            |  |            |  |            |  |            |

A: Аланін

C: Цистеїн

D: Аспарагінова кислота

E: Глутамінова кислота

F: Фенілаланін

G: Гліцин

H: Гістидин

I: Ізолейцин

K: Лізин

L: Лейцин

M: Метіонін

N: Аспарагін

P: Пролін

Q: Глутамін

R: Аргінін

S: Серин

T: Треонін

V: Валін

W: Триптофан

Задіяний у таких біологічних процесах, як розходження хромосом, альтернативний сплайсинг. 
Білок має сайт для зв'язування з іонами металів, іоном цинку. 
Локалізований у цитоплазмі.